# 枸乃甸乡
枸乃甸乡，是中华人民共和国辽宁省抚顺市清原满族自治县下辖的一个乡镇级行政单位。

## 行政区划
枸乃甸乡下辖以下地区：
枸乃甸村、候家窝棚村、井家沟村、筐子沟村、线金厂村、朱家堡村、北大林村和中心屯村。